# Криптофашизам
Криптофашизам (од грч.  : сакривен, прикривен, тајан и итал.  : фашизам) је појам којим се означава тајно заступање политичких и идеолошких ставова који су блиски или истоветни фашизму. Прикривена подршка фашистичким покретима, бившим или садашњим, такође се означава као криптофашизам. Појам се првенствено употребљава за означавање оних неофашистичких организација које се служе прикривањем своје фашистичке идеологије у циљу политичке манипулације. Такође, појам се употребљава за означавање изразито десничарских покрета са прикривеним профашистичким тенденцијама.
Појам криптофашизам се у литератури на српском језику среће и у облику крипто-фашизам. У литератури и публицистици се такође употребљава и појам криптонацизам (односно крипто-нацизам) који у суштини има истоветно значење.